# Los pequeños aventureros
Los pequeños aventureros es una película de Argentina filmada en Eastmancolor dirigida por Daniel Pires Mateus según su propio guion escrito en colaboración con Mauricio Belek y Juan Carlos Bissi que se estrenó el 1 de septiembre de 1977 y que tuvo como actores principales a Ricardo Toledo, Mariana Baigun, Guillermo Renzi, Héctor Pellegrini y Elena Cruz.

## Sinopsis
Dos niños buscan un tesoro indígena oculto en las sierras.

## Reparto
- Ricardo Toledo
- Mariana Baigun
- Guillermo Renzi
- Héctor Pellegrini
- Elena Cruz
- Jorge Velurtas
- Rubén Santagada
- Ricardo Cardoso

## Comentarios
La Nación opinó:

”Rigor y seriedad…línea expositiva sólida y eficaz”

Armando Rapallo en Clarín dijo:

”Un film para niños en manos de cineastas adultos…un libro inteligente sin altibajos mayores…También apuntan muy alto los cuidados encuadres. La excelente fotografía de Horacio Maira y los notables resultados sonoros.”

Manrupe y Portela escriben:

”Película infantil por encima del nivel habitual.”